# Thomas Melone
Thomas Melone, né le 23 décembre 1934 à Edéa et mort en 1996, est un professeur d'université, écrivain et homme politique camerounais. Il est député à l'assemblée nationale du Cameroun de 1988 à 1996.

## Biographie
Thomas Melone est né le 23 décembre 1934 à Edéa dans le département de la Sanaga Maritime, dans la région du littoral. Il fait ses études primaires à la mission catholique d’Edéa puis ses études secondaires au petit séminaire d'Akono d'abord, ensuite au Lycée Général Leclerc de Yaoundé.
Après l'obtention de son baccalauréat en 1956, il s'inscrit à la Faculté des Lettres de l’Université de Grenoble où il obtient un Licence des Lettres en 1960, puis le CAPES (Certificat d'aptitude au professorat de l'enseignement du second degré) ainsi que le DES en Lettres Classiques en 1961. En 1969, il soutient une thèse de doctorat d’Etat à l’Université de Grenoble.
Il est recruté par l'université de Yaoundé comme professeur de littérature et quelques années plus tard occupe les fonctions de Chef de département de littérature comparée de l'Université de Yaoundé. Il est l'auteur de plusieurs ouvrages littéraires.
Thomas Melone est députée à l'assemblée nationale du Cameroun de 1988, jusqu'à sa mort en 1996.
Il est le frère de l'écrivain Stanislas Meloné.

## Œuvres
- De la négritude dans la littérature négro-africaine, Présence africaine, Paris, 1962, 310 p.
- Mongo Beti l’homme et le destin, Présence africain, 1971
- Chinua Achebe et la tragédie de l’histoire, Présence africaine, Paris, 1973